# Rue des Récollets (Nevers)
Pour les articles homonymes, voir Rue des Récollets.
La rue des Récollets est une rue de la ville de Nevers.

## Situation et accès
Longue de 135 mètres, elle commence rue des Ouches et finit place des Reines-de-Pologne. Elle est rejointe par la rue de la Cité.
Le quartier est desservi par la navette Coursinelle à l’arrêt Place Mancini.

## Origine du nom
La rue doit son nom à la communauté religieuse catholique des Récollets qui s’y est établie à la fin du XVIe siècle.

## Historique
La rue des Récollets est l’une des plus vieilles rues de Nevers.
En 2024, lors de travaux dans la rue, est découverte une petite sculpture de pierre représentant un cheval.

## Bâtiments remarquables et lieux de mémoire

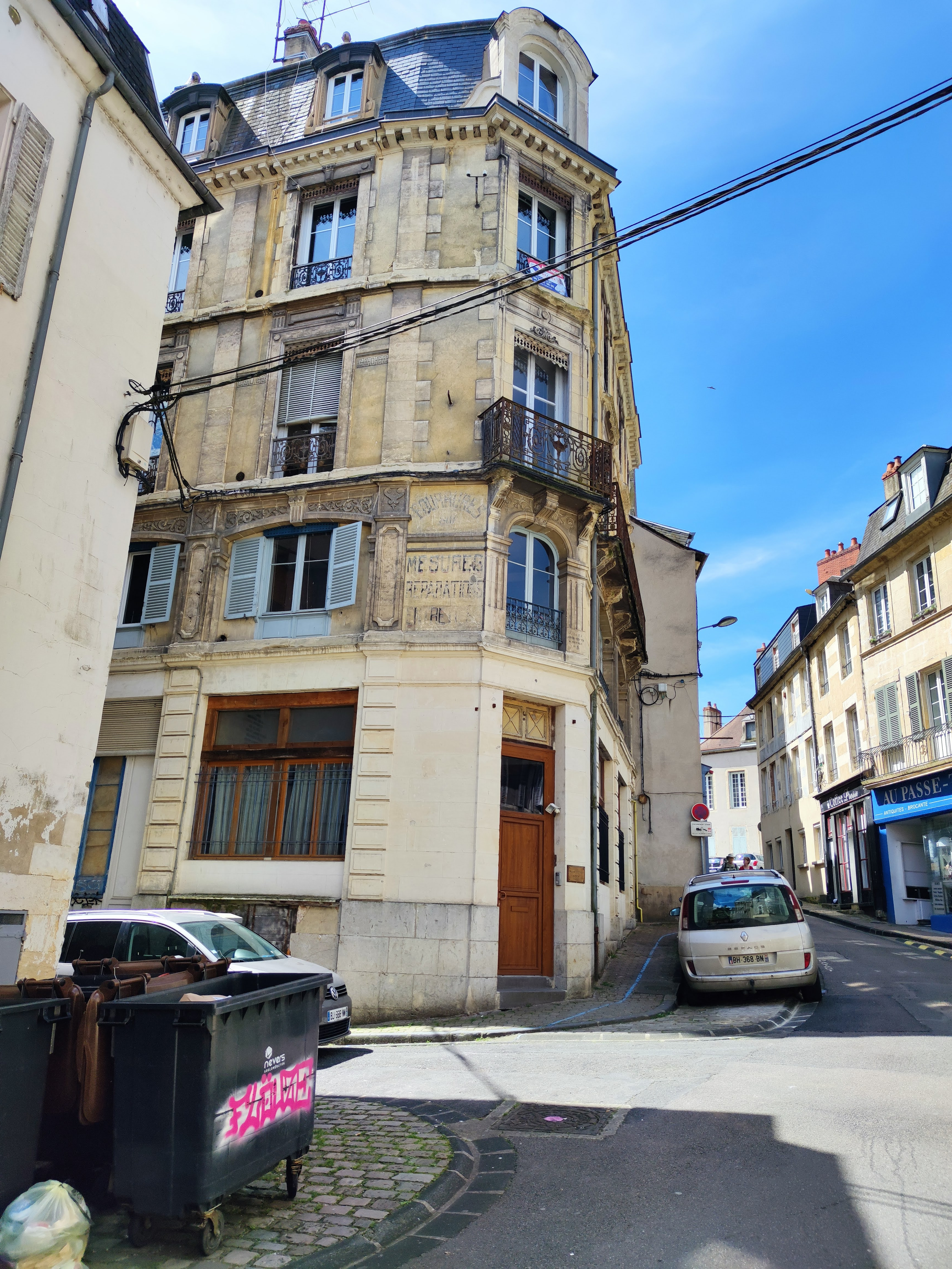
No 1.

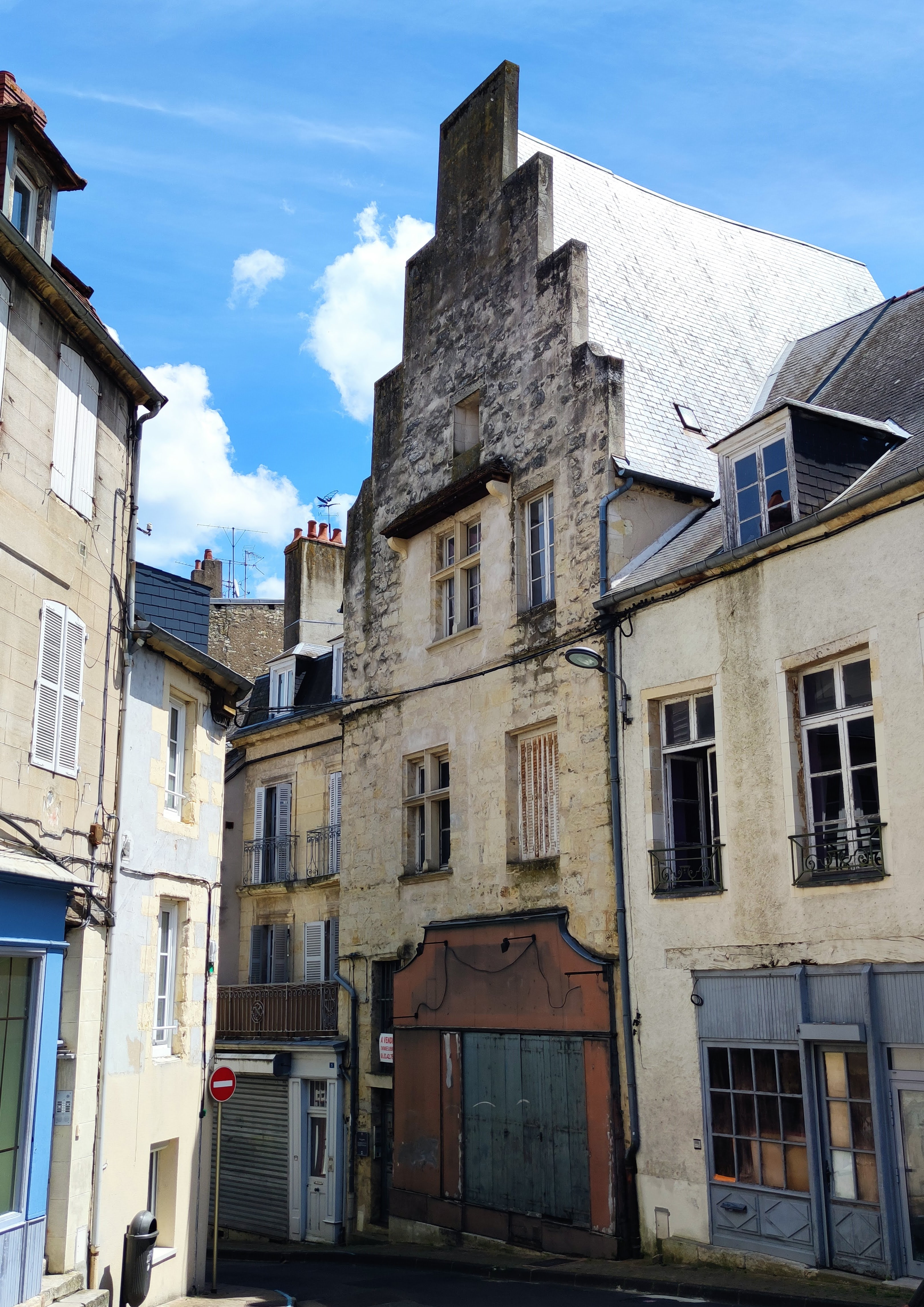
No 7 : ancien hôtel de la Monnaie.

- No 1 : immeuble construit par l’architecte J. Lutz en 1882, signé en façade. En 1942, la librairie et galerie Contencin, du nom de son propriétaire, ouvre ses portes à cette adresse en présentant une exposition du peintre nivernais Rex Barrat. La salle d’exposition se trouve au premier étage[4].
- No 7 : ancien hôtel de la Monnaie. Édifié à la fin du XVe siècle[5], inscrit à l’inventaire historique de la ville, il se distingue par sa façade à redents, derrière laquelle on compte sept appartements. Il est en vente, en 2024, depuis plus d’une dizaine d’années[6].
- Nos 13 et 15 : ancien hôtel de Fontenay[7].
- No 30 : portail de la cour des Récollets, provenant de l’ancien couvent des Récollets,  Inscrit MH (1943)[8].

## La rue des Récollets dans les arts
- Fernand Chalandre (1879-1924), Nevers, rue des Récollets (1923).